# Jeux mondiaux de 1993
Navigation
Karlsruhe 1989 Lahti 1997
Les Jeux mondiaux de 1993 constituent la quatrième édition des Jeux mondiaux, organisée à La Haye, aux Pays-Bas, du 22 juillet au 2 août 1993.

## Épreuves
- Bowling aux Jeux mondiaux de 1993
- Karaté aux Jeux mondiaux de 1993